# Роговое (Милославский район)
Роговое — деревня в Милославском районе Рязанской области, входит в состав Горняцкого сельского поселения. 

## География
Деревня расположена в 13 км на северо-восток от центра поселения посёлка Горняк и в 16 км на северо-восток от райцентра Милославское.

## История
Роговое в качестве новоселебного села в Каменском стану упоминается в окладных книгах 1676 года, где замечено, что оно до построения в нем отдельной Покровской церкви было в приходе села Покровского. Новопостроенная церковь освящена была в 1697 году. Время упразднения церкви не известно, в качестве деревни Роговое принадлежало приходу села Подноволоки.
В XIX — начале XX века деревня входила в состав Полянской волости Скопинского уезда Рязанской губернии. В 1906 году в деревне было 40 дворов.
С 1929 года деревня являлось центром Роговского сельсовета Скопинского района Рязанского округа Московской области, с 1937 года — в составе Рязанской области, с 1959 года — в составе Милославского района, с 2005 года — в составе Горняцкого сельского поселения.

## Население
| 1859 | 1906 | 2010 |
| ---- | ---- | ---- |
| 220  | ↗300 | ↘45  |